# Ian Murray
Ian Murray (Edimburgo, 20 marzo 1981) è un allenatore di calcio ed ex calciatore scozzese, di ruolo difensore, tecnico del Raith Rovers.
Difensore, viene considerato dai tecnici molto versatile, tanto che è stato finora utilizzato indifferentemente come laterale destro o sinistro, o come centrale. Occasionalmente è stato schierato anche come mediano, e in ragione della sua altezza viene utilizzato in attacco sulle palle aeree, anche se, comunque, la sua posizione di elezione è quella di difensore centrale (o stopper).
Proveniente dall'Hibernian, la squadra di Edimburgo, sua città natale, della quale era divenuto anche il capitano prima di trasferirsi a Glasgow presso i Rangers. Il trasferimento di Murray generò critiche e causò risentimenti da parte dei tifosi della capitale scozzese, che ancora oggi si concretizzano in ululati di disapprovazione quando il giocatore viene schierato a Edimburgo contro l'Hibernian.
Il 3 ottobre 2006 a Murray è stata diagnosticata la sindrome di Reiter, una forma di artrite che lo ha tenuto fuori dal campo di gioco fino a fine anno. Il suo ritorno in campo nel gennaio del 2007 ha coinciso con l'ultima partita diretta da Paul Le Guen prima delle sue dimissioni.
Murray vanta 6 incontri in nazionale scozzese, sebbene nessuno di essi giocato per gli interi 90 minuti.